# 第53回世界卓球選手権個人戦
第53回世界卓球選手権個人戦（だい53かいせかいたっきゅうせんしゅけんこじんせん）は、2015年4月26日から5月3日まで中国・蘇州にて開催された世界卓球選手権である。

## 概要
第53回世界卓球選手権個人戦は、2015年4月26日から5月3日まで中国・蘇州 にて開催された。中国での開催は5回目。2012年3月に国際卓球連盟より開催地が発表された。

## 大会日程
開会式には中国の劉延東副総理が出席し、開会宣言を行った。
26日から27日にかけて予選ラウンドが行われ、5種目が実施された。
|  | 本選 |
|  | 決勝 |

| 日程           | 4月27日 | 28日   | 29日   | 30日 | 5月1日 | 2日   | 3日   |
| -------------- | ------- | ------ | ------ | ---- | ------ | ----- | ----- |
| 男子シングルス |         | 1R     | 2R     | 3R   | 4R     | QF    | SF, F |
| 女子シングルス |         | 1R     | 2R     | 3R   | 4R, QF | SF, F |       |
| 男子ダブルス   |         | 1R, 2R | 3R     | QF   |        | SF, F |       |
| 女子ダブルス   |         | 1R, 2R | 3R     | QF   |        |       | SF, F |
| 混合ダブルス   | 1R, 2R  | 3R     | 4R, QF | SF   | F      |       |       |

## メダル獲得者

### 国別総数
| 順 | 国・地域     | 金  | 銀 | 銅  | 計   |
| -- | ------------ | --- | -- | --- | ---- |
| 1  | 中国         | 4.5 | 4  | 4   | 12.5 |
| 2  | 韓国         | 0.5 | 0  | 1   | 1.5  |
| 3  | 日本         | 0   | 1  | 1   | 2    |
| 4  | 香港         | 0   | 0  | 1   | 1    |
| 4  | 北朝鮮       | 0   | 0  | 1   | 1    |
| 4  | シンガポール | 0   | 0  | 1   | 1    |
| 7  | オランダ     | 0   | 0  | 0.5 | 0.5  |
| 7  | ポーランド   | 0   | 0  | 0.5 | 0.5  |
| 計 | 計           | 5   | 5  | 10  | 20   |

### 結果
| 種目           | 金            | 銀                | 銅                                  |
| -------------- | ------------- | ----------------- | ----------------------------------- |
| 男子シングルス | 馬龍          | 方博              | 樊振東                              |
| 男子シングルス | 馬龍          | 方博              | 張継科                              |
| 女子シングルス | 丁寧          | 劉詩雯            | 木子                                |
| 女子シングルス | 丁寧          | 劉詩雯            | 李曉霞                              |
| 男子ダブルス   | 許昕 張継科   | 樊振東 周雨       | 李相秀 徐賢徳                       |
| 男子ダブルス   | 許昕 張継科   | 樊振東 周雨       | 松平健太 丹羽孝希                   |
| 女子ダブルス   | 劉詩雯 朱雨玲 | 丁寧 李曉霞       | フェン・ティアンウェイ ユー・モンユ |
| 女子ダブルス   | 劉詩雯 朱雨玲 | 丁寧 李曉霞       | リー・ジエ リー・チェン             |
| 混合ダブルス   | 許昕 梁夏銀   | 吉村真晴 石川佳純 | 金赫峰 金仲                         |
| 混合ダブルス   | 許昕 梁夏銀   | 吉村真晴 石川佳純 | 黄鎮廷 杜凱琹                       |

## 日本代表
男子代表は水谷隼（5位）、丹羽孝希（12位）、村松雄斗（23位）、松平健太（25位）、森薗政崇（28位）、吉村真晴（43位）、吉田雅己（53位）、大島祐哉（57位）の8名。
女子代表は石川佳純（5位）、福原愛（8位）、平野早矢香（13位）、伊藤美誠（15位）、若宮三紗子（33位）、平野美宇（36位）の6名。
種目別代表
- 男子シングルス(5名)　水谷隼、丹羽孝希、村松雄斗、松平健太、吉田雅己
- 女子シングルス(5名)　石川佳純、福原愛、平野早矢香、伊藤美誠、平野美宇
- 男子ダブルス(2組)　丹羽孝希/松平健太、森薗政崇/大島祐哉
- 女子ダブルス(2組)　福原愛/若宮三紗子、平野美宇/伊藤美誠
- 混合ダブルス(2組)　吉村真晴/石川佳純、丹羽孝希/平野早矢香

### 男子シングルス
- 水谷隼　ベスト8 - 4年ぶり2度目のベスト8。
- 丹羽孝希　ベスト16 - 2大会連続のベスト16。
- 村松雄斗　2回戦敗退
- 松平健太　1回戦敗退
- 吉田雅己　2回戦敗退

### 女子シングルス
- 石川佳純　ベスト32
- 福原愛　2回戦敗退
- 平野早矢香　2回戦敗退
- 伊藤美誠　ベスト8 - 14歳192日でのベスト8は日本歴代最年少記録。新人賞受賞。
- 平野美宇　ベスト32

### 男子ダブルス
- 丹羽孝希/松平健太　銅メダル
- 森薗政崇/大島祐哉　ベスト8

### 女子ダブルス
- 福原愛/若宮三紗子　ベスト8
- 平野美宇/伊藤美誠　ベスト32

### 混合ダブルス
- 吉村真晴/石川佳純　銀メダル - ダブルスでの銀メダル獲得は1977年バーミンガム大会の田阪登紀夫/横田幸子ペア以来38年ぶり。
- 丹羽孝希/平野早矢香　ベスト16